# Carlos Reutemann
Carlos Alberto Reutemann (ur. 12 kwietnia 1942 w Santa Fe, zm. 7 lipca 2021 tamże) – argentyński kierowca Formuły 1 i polityk. Jako jeden z trzech kierowców w historii zdobył pole position w swoim debiucie (w Grand Prix Argentyny jako kierowca zespołu Brabham).

## Życiorys

### Kariera kierowcy Formuły 1
Pierwszy wyścig wygrał w sezonie 1974 w samochodzie Brabham BT44. W 1976 roku został zatrudniony przez Ferrari. Podczas 2 lat pobytu w tym zespole zwyciężył w 5 wyścigach i zajął 3. miejsce w klasyfikacji generalnej sezonu 1978. W kolejnym sezonie reprezentował barwy zespołu Lotus. Rok 1980 spędził w barwach Williamsa, zwyciężając w Grand Prix Monako i zdobywając ponownie 3. miejsce w klasyfikacji generalnej. W sezonie 1981 był liderem klasyfikacji przez pierwszą część sezonu, ostatecznie przegrywając tytuł z Nelsonem Piquetem, który zajął piąte miejsce w ostatnim wyścigu sezonu podczas gdy Reutemann nie zdobył punktów. Po Grand Prix RPA w 1982 roku odszedł ze sportu i zajął się polityką.

### Kariera polityczna
Po odejściu z Formuły 1, Carlos Reutemann wystartował z ramienia Partii Justycjalistycznej na urząd senatora prowincji Santa Fe w 1991 roku i uzyskał mandat senatorski. Swoją funkcję pełnił do 1995 roku. Ponownie wystartował w 1999 roku podczas wielkiego kryzysu ekonomicznego w Argentynie i został jednym z najbardziej znanych argentyńskich polityków. Mimo to był oskarżany przez przeciwników politycznych o liczne morderstwa dokonane przez lokalną policję (chodziło głównie o zabójstwo Pocho Lepratti podczas zamieszek). W grudniu 2001 roku, Carlos Reutemann odrzucił możliwość kandydowania na urząd prezydenta kraju. W 2003 roku został ponownie senatorem z ramienia bloku Front na rzecz Zwycięstwa. W 2005 roku jego partia poniosła klęskę na rzecz Partii Socjalistycznej a on sam zrezygnował z ubiegania się o posadę gubernatora prowincji Santa Fe.

## Wyniki

### Formuła 1
| Rok  | Zespół                       | Samochód       | Silnik                        | Wyniki w poszczególnych eliminacjach | Wyniki w poszczególnych eliminacjach | Wyniki w poszczególnych eliminacjach | Wyniki w poszczególnych eliminacjach | Wyniki w poszczególnych eliminacjach | Wyniki w poszczególnych eliminacjach | Wyniki w poszczególnych eliminacjach | Wyniki w poszczególnych eliminacjach | Wyniki w poszczególnych eliminacjach | Wyniki w poszczególnych eliminacjach | Wyniki w poszczególnych eliminacjach | Wyniki w poszczególnych eliminacjach | Wyniki w poszczególnych eliminacjach | Wyniki w poszczególnych eliminacjach | Wyniki w poszczególnych eliminacjach | Wyniki w poszczególnych eliminacjach | Wyniki w poszczególnych eliminacjach | Pkt.    | Msc. |
| ---- | ---------------------------- | -------------- | ----------------------------- | ------------------------------------ | ------------------------------------ | ------------------------------------ | ------------------------------------ | ------------------------------------ | ------------------------------------ | ------------------------------------ | ------------------------------------ | ------------------------------------ | ------------------------------------ | ------------------------------------ | ------------------------------------ | ------------------------------------ | ------------------------------------ | ------------------------------------ | ------------------------------------ | ------------------------------------ | ------- | ---- |
| 1972 |                              |                |                               | Argentyna                            |                                      |                                      | Monako                               | Belgia                               | Francja                              | Wielka Brytania                      |                                      | Austria                              | Włochy                               | Kanada                               | Stany Zjednoczone                    |                                      |                                      |                                      |                                      |                                      | 3       | 16   |
| 1972 | Motor Racing Developments    | Brabham BT34   | Ford Cosworth DFV 3.0 V8      | 7                                    | NU                                   |                                      |                                      |                                      |                                      |                                      |                                      |                                      |                                      |                                      |                                      |                                      |                                      |                                      |                                      |                                      | 3       | 16   |
| 1972 | Motor Racing Developments    | Brabham BT37   | Ford Cosworth DFV 3.0 V8      |                                      |                                      |                                      |                                      | 13                                   | 12                                   | 8                                    | NU                                   | NU                                   | NU                                   | 4                                    | NU                                   |                                      |                                      |                                      |                                      |                                      | 3       | 16   |
| 1973 |                              |                |                               | Argentyna                            | Brazylia                             |                                      |                                      | Belgia                               | Monako                               | Szwecja                              | Francja                              | Wielka Brytania                      | Holandia                             |                                      | Austria                              | Włochy                               | Kanada                               | Stany Zjednoczone                    |                                      |                                      | 16      | 7    |
| 1973 | Motor Racing Developments    | Brabham BT37   | Ford Cosworth DFV 3.0 V8      | NU                                   | 11                                   | 7                                    |                                      |                                      |                                      |                                      |                                      |                                      |                                      |                                      |                                      |                                      |                                      |                                      |                                      |                                      | 16      | 7    |
| 1973 | Motor Racing Developments    | Brabham BT42   | Ford Cosworth DFV 3.0 V8      |                                      |                                      |                                      | NU                                   | NU                                   | NU                                   | 4                                    | 3                                    | 6                                    | NU                                   | NU                                   | 4                                    | 6                                    | 8                                    | 3                                    |                                      |                                      | 16      | 7    |
| 1974 |                              |                |                               | Argentyna                            | Brazylia                             |                                      |                                      | Belgia                               | Monako                               | Szwecja                              | Holandia                             | Francja                              | Wielka Brytania                      |                                      | Austria                              | Włochy                               | Kanada                               | Stany Zjednoczone                    |                                      |                                      | 32      | 6    |
| 1974 | Motor Racing Developments    | Brabham BT44   | Ford Cosworth DFV 3.0 V8      | 7                                    | 7                                    | 1                                    | NU                                   | NU                                   | NU                                   | NU                                   | 12                                   | NU                                   | 6                                    | 3                                    | 1                                    | NU                                   | 9                                    | 1                                    |                                      |                                      | 32      | 6    |
| 1975 |                              |                |                               | Argentyna                            | Brazylia                             |                                      |                                      | Monako                               | Belgia                               | Szwecja                              | Holandia                             | Francja                              | Wielka Brytania                      |                                      | Austria                              | Włochy                               | Stany Zjednoczone                    |                                      |                                      |                                      | 37      | 3    |
| 1975 | Martini Racing               | Brabham BT44B  | Ford Cosworth DFV 3.0 V8      | 3                                    | 8                                    | 2                                    | 3                                    | 9                                    | 3                                    | 2                                    | 4                                    | 14                                   | NU                                   | 1                                    | 14                                   | 4                                    | NU                                   |                                      |                                      |                                      | 37      | 3    |
| 1976 |                              |                |                               | Brazylia                             |                                      | Stany Zjednoczone                    |                                      | Belgia                               | Monako                               | Szwecja                              | Francja                              | Wielka Brytania                      |                                      | Austria                              | Holandia                             | Włochy                               | Stany Zjednoczone                    | Kanada                               | Japonia                              |                                      | 3       | 16   |
| 1976 | Martini Racing               | Brabham BT45   | Alfa Romeo 115-12 3.0 3.0 F12 | 12                                   | NU                                   | NU                                   | 4                                    | NU                                   | NU                                   | NU                                   | 11                                   | NU                                   | NU                                   | NU                                   | NU                                   |                                      |                                      |                                      |                                      |                                      | 3       | 16   |
| 1976 | Scuderia Ferrari             | Ferrari 312T2  | Ferrari 015 3.0 F12           |                                      |                                      |                                      |                                      |                                      |                                      |                                      |                                      |                                      |                                      |                                      |                                      | 9                                    |                                      |                                      |                                      |                                      | 3       | 16   |
| 1977 |                              |                |                               | Argentyna                            | Brazylia                             |                                      | Stany Zjednoczone                    | Hiszpania                            | Monako                               | Belgia                               | Szwecja                              | Francja                              | Wielka Brytania                      |                                      | Austria                              | Holandia                             | Włochy                               | Stany Zjednoczone                    | Kanada                               | Japonia                              | 42      | 4    |
| 1977 | Scuderia Ferrari             | Ferrari 312T2  | Ferrari 015 3.0 F12           | 3                                    | 1                                    | 8                                    | NU                                   | 2                                    | 3                                    | NU                                   | 3                                    | 6                                    | 15                                   | 4                                    | 4                                    | 6                                    | NU                                   | 6                                    | NU                                   | 2                                    | 42      | 4    |
| 1978 |                              |                |                               | Argentyna                            | Brazylia                             |                                      | Stany Zjednoczone                    | Monako                               | Belgia                               | Hiszpania                            | Szwecja                              | Francja                              | Wielka Brytania                      |                                      | Austria                              | Holandia                             | Włochy                               | Stany Zjednoczone                    | Kanada                               |                                      | 48      | 3    |
| 1978 | Scuderia Ferrari             | Ferrari 312T2  | Ferrari 015 3.0 F12           | 7                                    | 1                                    |                                      |                                      |                                      |                                      |                                      |                                      |                                      |                                      |                                      |                                      |                                      |                                      |                                      |                                      |                                      | 48      | 3    |
| 1978 | Scuderia Ferrari             | Ferrari 312T3  | Ferrari 015 3.0 F12           |                                      |                                      | NU                                   | 1                                    | 8                                    | 3                                    | NU                                   | 10                                   | 18                                   | 1                                    | NU                                   | DK                                   | 7                                    | 3                                    | 1                                    | 3                                    |                                      | 48      | 3    |
| 1979 |                              |                |                               | Argentyna                            | Brazylia                             |                                      | Stany Zjednoczone                    | Hiszpania                            | Belgia                               | Monako                               | Francja                              | Wielka Brytania                      |                                      | Austria                              | Holandia                             | Włochy                               | Stany Zjednoczone                    | Kanada                               |                                      |                                      | 20 (25) | 7    |
| 1979 | Martini Racing Team Lotus    | Lotus 79       | Ford Cosworth DFV 3.0 V8      | 2                                    | 3                                    | 5                                    | NU                                   | 2                                    | 4                                    | 3                                    | 13                                   | 8                                    | NU                                   | NU                                   | NU                                   | 7                                    | NU                                   | NU                                   |                                      |                                      | 20 (25) | 7    |
| 1980 |                              |                |                               | Argentyna                            | Brazylia                             |                                      | Stany Zjednoczone                    | Belgia                               | Monako                               | Francja                              | Wielka Brytania                      |                                      | Austria                              | Holandia                             | Włochy                               | Kanada                               | Stany Zjednoczone                    |                                      |                                      |                                      | 42 (49) | 3    |
| 1980 | Albilad Williams Racing Team | Williams FW07B | Ford Cosworth DFV 3.0 V8      | NU                                   | NU                                   | 5                                    | NU                                   | 3                                    | 1                                    | 6                                    | 3                                    | 2                                    | 3                                    | 4                                    | 3                                    | 2                                    | 2                                    |                                      |                                      |                                      | 42 (49) | 3    |
| 1981 |                              |                |                               | Stany Zjednoczone                    | Brazylia                             | Argentyna                            | San Marino                           | Belgia                               | Monako                               | Hiszpania                            | Francja                              | Wielka Brytania                      |                                      | Austria                              | Holandia                             | Włochy                               | Kanada                               | Stany Zjednoczone                    |                                      |                                      | 49      | 2    |
| 1981 | Albilad Williams Racing Team | Williams FW07C | Ford Cosworth DFV 3.0 V8      | 2                                    | 1                                    | 2                                    | 3                                    | 1                                    | NU                                   |                                      |                                      |                                      |                                      |                                      |                                      |                                      |                                      |                                      |                                      |                                      | 49      | 2    |
| 1981 | TAG Williams Team            | Williams FW07C | Ford Cosworth DFV 3.0 V8      |                                      |                                      |                                      |                                      |                                      |                                      | 4                                    | 10                                   | 2                                    | NU                                   | 5                                    | NU                                   | 3                                    | 10                                   | 8                                    |                                      |                                      | 49      | 2    |
| 1982 |                              |                |                               |                                      | Brazylia                             | Stany Zjednoczone                    | San Marino                           | Belgia                               | Monako                               | Stany Zjednoczone                    | Kanada                               | Holandia                             | Wielka Brytania                      | Francja                              |                                      | Austria                              | Szwajcaria                           | Włochy                               | Stany Zjednoczone                    |                                      | 6       | 15   |
| 1982 | TAG Williams Team            | Williams FW07C | Ford Cosworth DFV 3.0 V8      | 2                                    | NU                                   |                                      |                                      |                                      |                                      |                                      |                                      |                                      |                                      |                                      |                                      |                                      |                                      |                                      |                                      |                                      | 6       | 15   |

### 24h Le Mans
| Rok  | Zespół            | Partnerzy    | Samochód      | Klasa | Okrążenia | Poz. | Klasa Poz. |
| ---- | ----------------- | ------------ | ------------- | ----- | --------- | ---- | ---------- |
| 1973 | SpA Ferrari SEFAC | Tim Schenken | Ferrari 312PB | S 3.0 | 132       | NU   | NU         |

### Rajdowe Mistrzostwa Świata
| Rok  | Zespół               | Samochód             | Wyniki w poszczególnych eliminacjach | Wyniki w poszczególnych eliminacjach | Wyniki w poszczególnych eliminacjach | Wyniki w poszczególnych eliminacjach | Wyniki w poszczególnych eliminacjach | Wyniki w poszczególnych eliminacjach | Wyniki w poszczególnych eliminacjach | Wyniki w poszczególnych eliminacjach | Wyniki w poszczególnych eliminacjach | Wyniki w poszczególnych eliminacjach | Wyniki w poszczególnych eliminacjach | Wyniki w poszczególnych eliminacjach | Pkt. | Msc. |
| ---- | -------------------- | -------------------- | ------------------------------------ | ------------------------------------ | ------------------------------------ | ------------------------------------ | ------------------------------------ | ------------------------------------ | ------------------------------------ | ------------------------------------ | ------------------------------------ | ------------------------------------ | ------------------------------------ | ------------------------------------ | ---- | ---- |
| 1980 |                      |                      | Monako                               | Szwecja                              | Portugalia                           | Kenia                                | Grecja                               | Argentyna                            | Finlandia                            | Nowa Zelandia                        | Włochy                               | Francja                              | Wielka Brytania                      | Wybrzeże Kości Słoniowej             | 12   | 21   |
| 1980 | Fiat Italia          | Fiat 131 Abarth      |                                      |                                      |                                      |                                      |                                      | 3                                    |                                      |                                      |                                      |                                      |                                      |                                      | 12   | 21   |
| 1985 |                      |                      | Monako                               | Szwecja                              | Portugalia                           | Kenia                                | Francja                              | Grecja                               | Nowa Zelandia                        | Argentyna                            | Finlandia                            | Włochy                               | Wybrzeże Kości Słoniowej             | Wielka Brytania                      | 12   | 18   |
| 1985 | Peugeot Sport Talbot | Peugeot 205 Turbo 16 |                                      |                                      |                                      |                                      |                                      |                                      |                                      | 3                                    |                                      |                                      |                                      |                                      | 12   | 18   |